# Hagymaszerű áltrifla
A hagymaszerű áltrifla (Scleroderma cepa) az áltriflafélék családjába tartozó, Eurázsiában és Észak-Amerikában honos, enyhén mérgező gombafaj.

## Megjelenése
A hagymaszerű áltrifla termőteste 1,5–9 cm átmérőjű, kissé lapított gömb, esetleg többkaréjú is lehet. Tönkje nincs, de néha tömör, sűrű, kemény micéliumköteg lehet az alján. Színe kezdetben fehéres, majd szalmasárgára, végül vörös- vagy rézbarnára sötétedik. Felülete fiatalon sima, majd kissé berepedezik, különösen a fénynek kitett felső részén; itt nyílik fel a spórák szétszórásához is. Kiemelkedő szemölcsei nincsenek. Szaga nem jellegzetes.
Külső burka (peridiuma) 1,5 mm vastag, erős, ellenálló, fiatalon kemény. A burok megvágva fiatalon fehéres, sérülésre borvörösesen, rózsaszín-barnásan elszíneződik. Húsa (gleba) kezdetben fehéres, de rövidesen sötétbarnává, majd pedig lilásfeketévé válik.
Spórapora barna. Spórája gömb alakú, tüskés, 7-10 x 7-10 mikrométeres.

### Hasonló fajok
A szintén mérgező többi áltriflával lehet összetéveszteni. A fakó áltrifla és rőt áltrifla külső burka vékonyabb. 

## Elterjedése és termőhelye
Európában, Észak-Amerikában, Japánban és Ausztráliában honos. Magyarországon ritka. Lomb- és fenyőerdőkben, kertekben, utak mentén található egyesével vagy kisebb csoportban, gyakran tölgyfa alatt. Kedveli a homokos talajt.
Mérgező, emésztőszervi tüneteket okoz. 

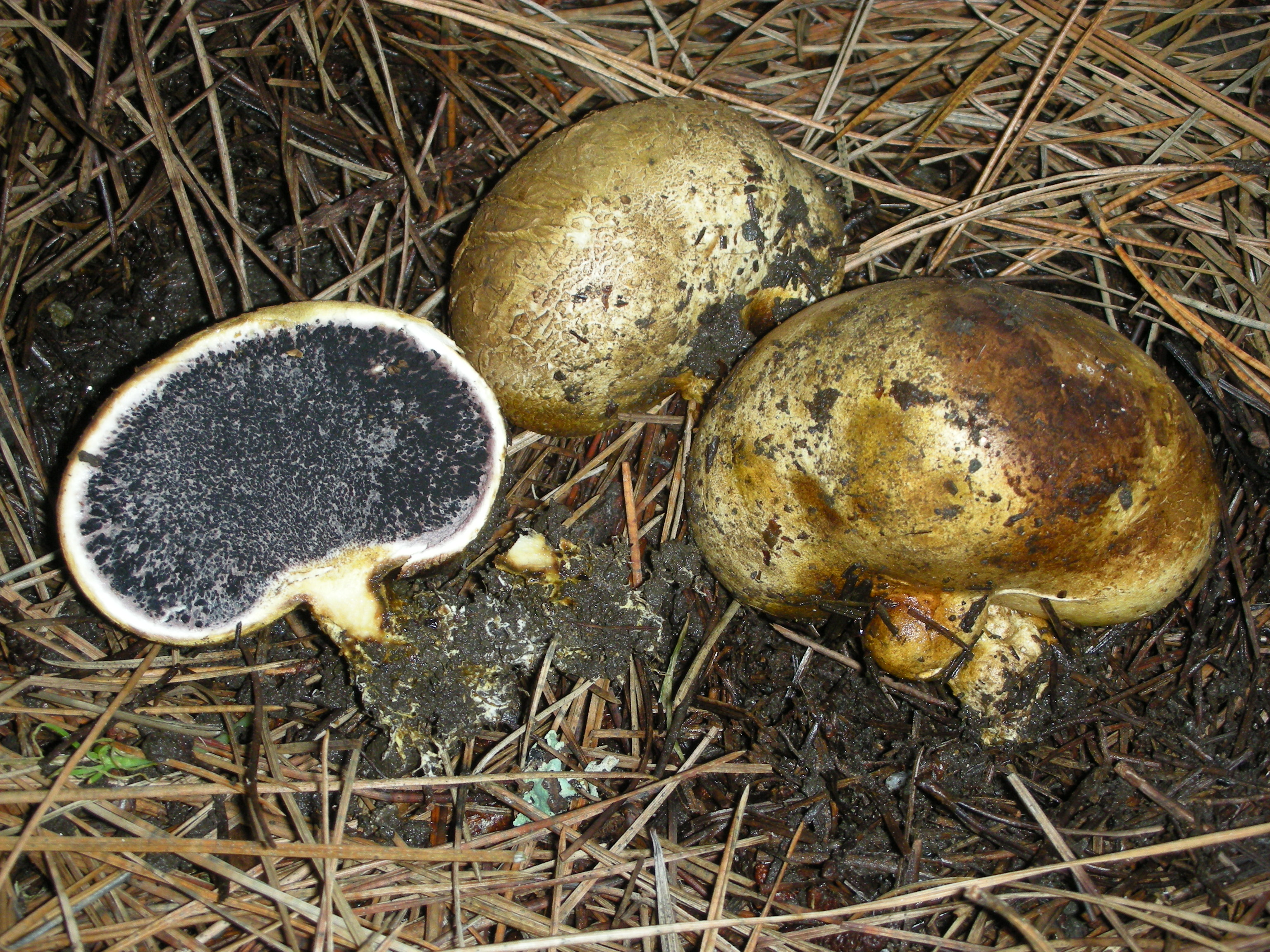
Hagymaszerű áltrifla
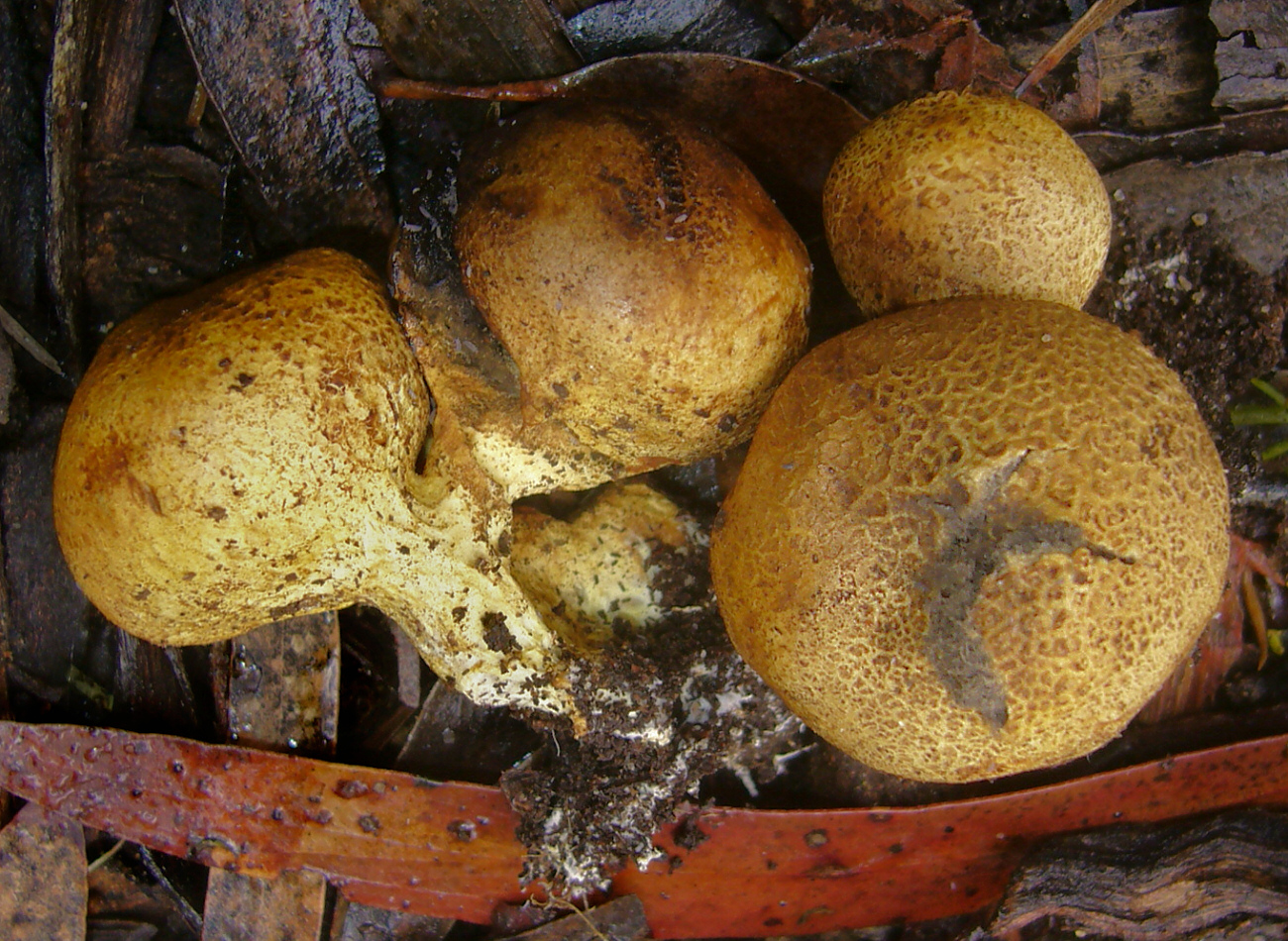
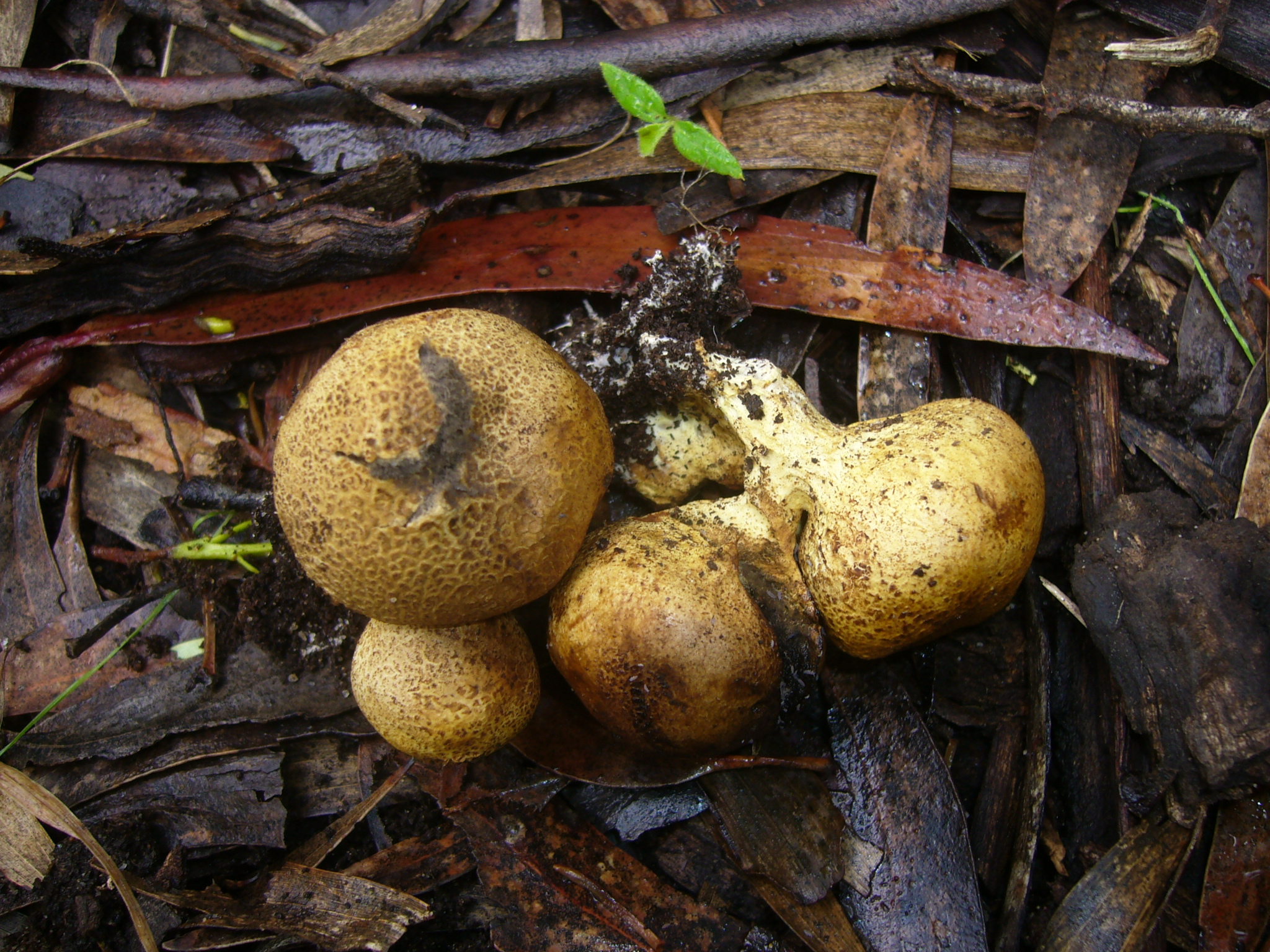
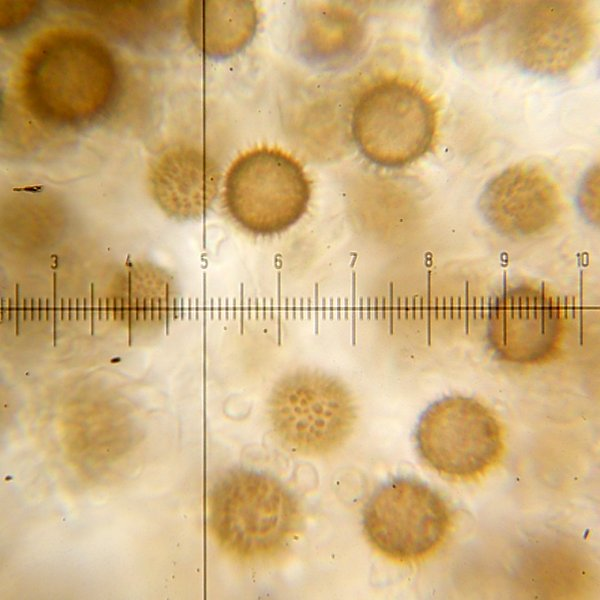
Spórái